# Жуков, Роман Николаевич
Роман Николаевич Жуков (20 сентября 1980) — российский футболист, полузащитник.

## Биография
Начинал свою карьеру в Белоруссии в клубе первой лиге «Вейно-Днепр». Через год заключил контракт с командой высшей лиги «Торпедо-Кадино» Могилёв. Всего в чемпионате провел 10 игр, после чего вернулся в первую лигу в «Дариду». В 2002 году приехал в Россию. Несколько лет выступал за ряд коллективов второго дивизиона. Заканчивал карьеру в любительских команда Санкт-Петербурга и Ленинградской области.